# Cuyapo
Cuyapo (Bayan ng Cuyapo) är en kommun i Filippinerna. Kommunen ligger på ön Luzon, och tillhör provinsen Nueva Ecija. Folkmängden uppgår till 51 366 invånare.

## Barangayer
Cuyapo är indelat i 51 barangayer.
| - Anda - Bambanaba - Bantug - Bentigan - Bibiclat - Bonifacio - Bued - Bulala - Burgos - Cabileo - Cabatuan - Cacapasan - Calancuasan Norte - villa roda - Calancuasan Sur - Colosboa - Columbitin - Curva | - District I (Pob. I) - District II (Pob. II) - District IV (Pob. IV) - District V (Pob. V) - District VI (Pob. VI) - District VII (Pob. VII) - District VIII (Pob. VIII) - Landig - Latap - Loob - Luna - Malbeg-Patalan - Malineng - Matindeg - Maycaban - Nacuralan - Nagmisahan | - Paitan Norte - Paitan Sur - Piglisan - Pugo - Rizal - Sabit - Salagusog - San Antonio - San Jose - San Juan - Santa Clara - Santa Cruz - Sinimbaan - Tagtagumbao - Tutuloy - Ungab - Villaflores |